# Słupca

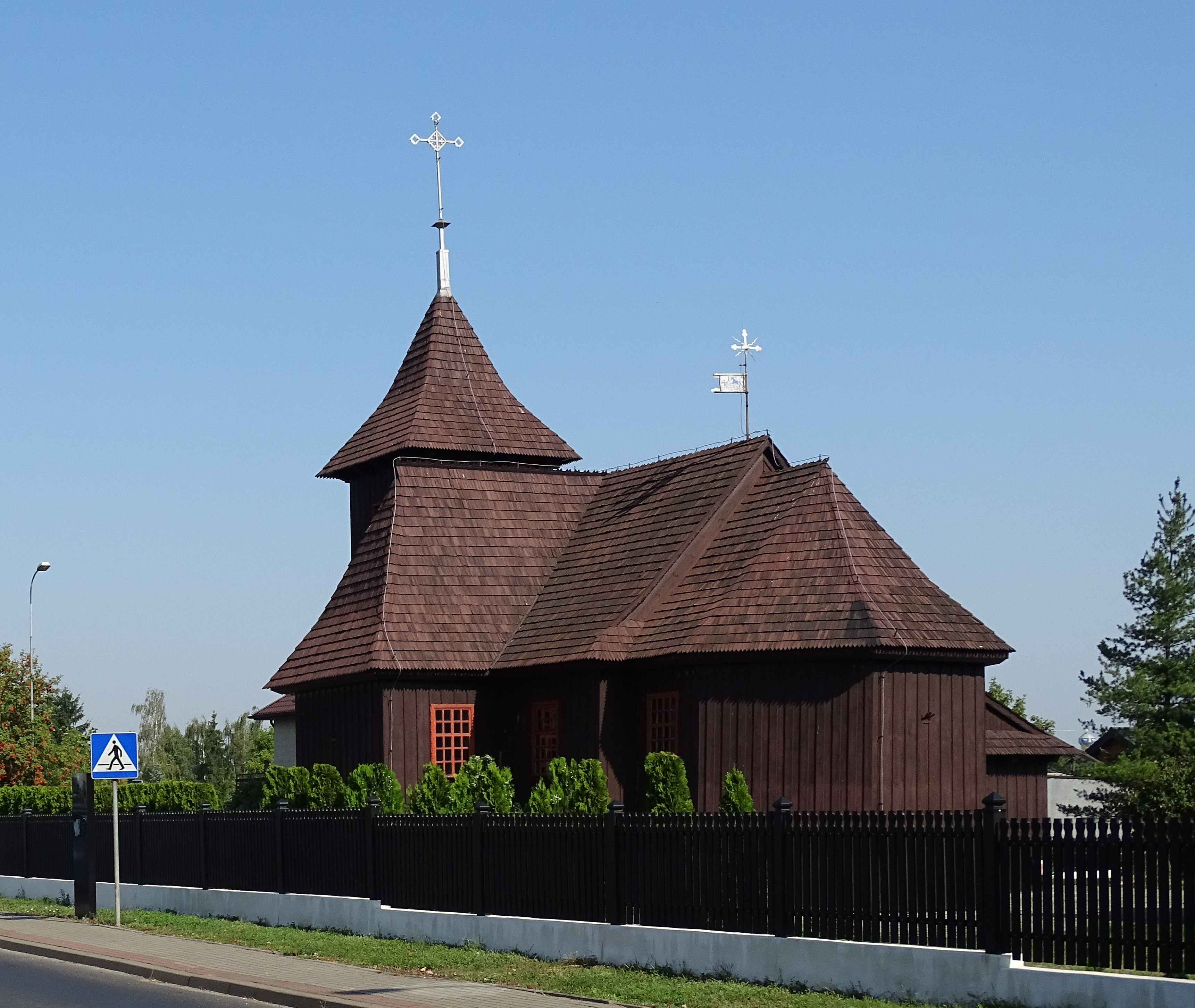
Igreja de São Leonardo. Erigido no século XVI, estendido no século XVIII.

Słupca é um município da Polônia, na voivodia da Grande Polônia e no condado de Słupca. Estende-se por uma área de 10,3 km², com 13 773 habitantes, segundo os censos de 2018, com uma densidade de 1 337,2 hab/km².